# Warriors de Winnipeg
Ne pas confondre avec Warriors de Winnipeg.
Les Warriors de Winnipeg sont une franchise de hockey sur glace qui était basée à Winnipeg dans le Manitoba au Canada. L'équipe a existé entre 1980 et 1984 et faisait partie de la Ligue de hockey de l'Ouest.

## Historique
Au début des années 1980, la concurrence est dure pour les Warriors, la ville de Winnipeg possédant une équipe dans la Ligue nationale de hockey, les Jets, qui drainent tous les fans de hockey. Les finances des Warriors ne suffisent pas à conserver la franchise en ville et en 1984, la franchise déménage à Moose Jaw dans la Saskatchewan pour devenir les Warriors de Moose Jaw
En 1983-1984, l'équipe ne remporte que 9 matchs sur la saison de 72 rencontres, le pire total pour une équipe dans l'histoire de la LHOu.
L'équipe a eu deux entraîneurs dans sa courte histoire : Fran Huck pour la première saison et Bruce Southern pour les trois suivantes.

## Statistiques
| No | Saison    | PJ | V  | D  | N | BP  | BC  | Pts | Classement | Séries éliminatoires                               | Entraîneur     |
| -- | --------- | -- | -- | -- | - | --- | --- | --- | ---------- | -------------------------------------------------- | -------------- |
| 1  | 1980-1981 | 72 | 28 | 43 | 1 | 298 | 345 | 57  | 7e Est     | Non qualifiés                                      | Fran Huck      |
| 2  | 1981-1982 | 72 | 23 | 48 | 1 | 285 | 388 | 47  | 8e Est     | Non qualifiés                                      | Bruce Southern |
| 3  | 1982-1983 | 72 | 42 | 30 | 0 | 347 | 321 | 84  | 4e Est     | Éliminés au 1er tour par les Broncos de Lethbridge | Bruce Southern |
| 4  | 1983-1984 | 72 | 9  | 63 | 0 | 239 | 580 | 18  | 8e Est     | Non qualifiés                                      | Bruce Southern |